# Казанская учительская семинария
Казанская учительская семинария (Казанская инородческая учительская семинария) — историческое учебное заведение и комплекс исторических зданий в Казани, в Старо-Татарской слободе. Действовала в 1872—1918 гг. Комплекс зданий построен во второй половине XIX века. Расположен на улице Шигабутдина Марджани, дома 24, 26. Объект культурного наследия регионального значения.

## История школы
Семинария представляла собой учебное заведение, готовившее учителей марийских, мордовских, чувашских, удмуртских и кряшено-татарских школ. Была открыта 26 октября 1872 года; с 19 августа 1872 года директором был назначен Николай Иванович Ильминский. За годы существования выпустила более полутора тысяч учителей для нерусских школ, преподававших в Поволжье и на Урале. В их числе: Д. Ф. Филимонов (вып. 1875), И. С. Бюргановский (вып. 1877), М. Е. Евсевьев (вып. 1883), И. М. Штыгашев (вып. 1885), А.А. Чурилин (вып. 1894), Д. Л. Зимин, Ф. М. Альметев (вып. 1895), И. С. Михеев (вып. 1895), Т. К. Кириллов (вып. 1899), И. В. Яковлев (вып. 1901), С. Мендешев (вып. 1903), А. Ф. Ильин-Миткевич (вып. 1906), Г. Б. Карамышев (вып. 1907), С. Г. Чавайн (вып. 1908), З. Ф. Дорофеев (вып. 1909), А. В. Григорьев (вып. 1910), Л. П. Кирюков (вып. 1914).
Закрыта в 1918 году.

## Здания
Первые два года находилась в здании Центральной кряшено-татарской школы, впоследствии переместилась в собственные здания на набережной озера Кабан (современная улица Марджани). Основное здание семинарии (дом 26) построено в 1872—1876 годах по проекту В. К. Бечко-Друзина, архитектора Казанского учебного округа.
Комплекс состоит из двух кирпичных зданий, первоначально трёхэтажных (второе здание надстроено современной мансардой). Здания оформлены в стиле эклектики. Первое здание (дом 26, изначально учебный корпус) вытянуто вдоль набережной, с отступом от красной линии. Оно имеет в плане прямоугольную форму, дополненную выступами в сторону двора. На симметричном уличном фасаде, имеющем 23 оконных оси, выделяется центральная часть. Она оформляется слабо выраженным ризалитом, парадным входом, который оформлен аркой, и арочным аттиком с арочным же окном. Ранее в центральной части находилась семинарская церковь Захария и Елисаветы. Её место на фасаде видно благодаря трём арочным окнам в уровне второго-третьего этажей.
Второе здание (дом 24, изначально жилой корпус для учащихся и преподавателей) прямоугольной формы, вытянуто вдоль улицы Фатыха Карима, торцом к набережной. Фасад не оштукатурен. Имеются два входа в здание, над которыми на втором этаже окна с наличником с ушками и аттик на крыше. Углы здания и части, где находятся входы, выделены рустованными лопатками, переходящими в пилястры. Фасад первого этажа рустован, оконные проёмы лучковой формы. Окна второго этажа оформлены наличниками сложной формы на каменных консольках. Окна третьего этажа имеют наличники с ушками и замковыми камнями. Фриз украшен попарно стоящими консольками, поддерживающими карниз.